# 村上綾歌
村上 綾歌（むらかみ あやか、1979年〈昭和54年〉12月1日 - ）は、日本のタレント。

## 人物
東京都渋谷区恵比寿生まれ。女子美術大学短期大学部造形科情報デザイン専攻卒業。
特技はクラシックバレエ、絵画。
電脳村上組は村上がフライングボックスに所属していた頃のものである。村上がフリーランスになってからは電脳村上組のアドレスは変更されたが、2010年現在では電脳村上組は閉鎖されている。

## 来歴
幼少時より芸能界で子役として活動をしている、劇団ひまわりに6年間、松山バレエ学校に13年間在籍。絵を描くことも大好きで中学時代からセーラームーンの同人活動をはじめ、東京都立羽田高等学校（現・東京都立つばさ総合高等学校）美術コースに入学してから友人の誘いによりアニメ・ゲームのコスプレも始めている。短大入学前アンナミラーズ目黒店（2003年3月閉店）でアルバイトをはじめ、カリスマウェイトレスとして人気を集める。それらの活動に注目した中森明夫に見いだされ、雑誌『SPA!』で紹介されてデビューし、フライングボックスに所属した。スカウトやオーディションによるデビューが大半をしめる芸能界において、村上のような例は極めて珍しいといえる。パナソニックシドニーオリンピックキャンペーンガールを務め、『週刊プレイボーイ』『iCupid』『週刊宝島』表紙を飾るなどグラビアにも挑戦した。その後所属事務所を退所フリーランスとなり、同人作家及びコスプレイヤーとして活動していた。コスプレイヤーとしてのコスプレネームは白鳥神威（しらとり かむい）である。
2004年以降は同人活動、芸能活動共に目立った活動は行っていなかったが、2009年からは同人活動を再開。イラストコミュニケーションサービスを提供する会員制ウェブサイト・pixivに創作した作品を掲載している。

## 音楽

### シングル
- 『純情カレンダー』（2001年8月25日） - ダイキより発売

収録曲
1. 純情カレンダー〜Ten Million Beats〜[3]
  - 作詞・作曲：M.Shepstone & P.Dibbens、日本語詞：三浦徳子、編曲：船本英雄[3]
2. ジャン・ジャン・ジャン〜ときめきは君のもの〜[3]
  - 作詞：三浦徳子、作曲：佐藤健、編曲：船本英雄[3]
3. マルガリータ[3]
  - 作詞：三浦徳子、作曲：佐藤健、編曲：船本英雄[3]

## 出演

### テレビ
- ジャスト（1999年7月、TBS）
- 2時のホント（1999年8月、フジテレビ）
- トゥナイト2（1999年8月、テレビ朝日）
- パチプロ探偵ナナ第2話（2000年4月、WOWOW） - 青木さとみ 役
- つぐみへ…〜小さな命を忘れない〜（2000年7月 - 9月、テレビ朝日） - 沢木こずえ 役
- AXEL（2000年8月、テレビ朝日）
- 超VIP！（2000年10月、フジテレビ）
- ランク王国（2001年3月、TBS）
- BSイレブンPM（2001年5月、BS11）
- グッド!モーニング（2022年9月1日、テレビ朝日） - 前記のアンミラの思い出話に関するインタビューを受けていた。

### ラジオ
- パナソニック スポーツコム（2000年7月、TOKYO FM） - 同年9月はシドニーから生放送

### CM
- パナソニック
  - ハイブリッド携帯電話H”ル・モテ「繋がってる♪」編（1999年）
  - ファックス電話 おたっくす「紙をムダにしない女の子」編（2000年）
  - カーナビゲーション・デルNAVI「のせかえ簡単」編（2000年）
  - シドニーオリンピック「ピピッ！」編（2000年）
  - ポータブルMD「ハッピー」編（2000年）
  - ファックス電話 おたっくす「待ち人」編（2000年）

## 写真集
- AYA（2001年、ぶんか社、撮影 染瀬直人） - 2冊組